# Vila Matias (Santana)
Vila Matias é um bairro da Zona Nordeste de São Paulo, situado no distrito de Santana. É administrado pela Subprefeitura de Santana.